# Maximilien Joseph Moll
Maximilien Joseph Moll (* 14. Oktober 1813 in Köln; † 28. Juni 1849 in Rotenfels) war Uhrmacher und Revolutionär.

## Leben
Joseph Moll war der Sohn  des Handlungsgehilfen Johann Christian Heinrich Franz Moll (* 1773) und der Maria Elisabeth Aloiyse, geb. Buchmüller (* 1786). Er hatte drei Brüder und eine Schwester. Nach dem Abschluss einer Uhrmacherlehre wanderte Joseph Moll durch verschiedene europäische Staaten. Auf diesen Reisen traf er auf zahlreiche deutsche Arbeitervereine. So trat er 1834 dem in der Schweiz beheimateten Geheimbund Junges Deutschland bei. 1836 wurde er in Paris Mitglied des Bundes der Gerechten, bevor er 1839 nach England ging, wo er 1840 zu den Gründungsmitgliedern des Deutschen Arbeiterbildungsvereins gehörte. 1846 wurde er dann zum Mitglied der Zentralbehörde des Bundes der Gerechten und 1847 wählte man ihn in London in die zentrale Leitung des Bundes der Kommunisten.
Wie zahlreiche andere Mitstreiter kehrte Moll in den Revolutionswirren der Jahre 1848 und 1849 nach Deutschland zurück. In Köln wirkte er 1848 als Nachfolger von Andreas Gottschalk als Präsident des Kölner Arbeiterverein und trieb die marxistische Ausrichtung des Vereins voran. Infolge eines Haftbefehls wegen revolutionärer Tätigkeit während der Septemberunruhen floh Moll im Oktober 1848 nach London, kehrte später aber illegal nach Deutschland zurück. Dort nahm Moll im Mai 1849 am Badisch-Pfälzischen Aufstand teil und fiel infolge der Kampfhandlungen am 28. Juni 1849 in einem Gefecht an der Murg.
Marx und Engels erinnerten an Moll als eines der „ältesten, tätigsten und zuverlässigsten Mitglieder“ des Bundes der Kommunisten.

## Würdigung
Die im Jahr 1960 neu angelegte Mollstraße in Berlin-Mitte ist nach ihm benannt.